# Chico de Assis
Francisco de Assis Pereira, mais conhecido como Chico de Assis (São Paulo, 10 de dezembro de 1933 – São Paulo, 3 de janeiro de 2015), foi um dramaturgo brasileiro.

## Biografia
Começou seus estudos no Colégio São Paulo. Depois foi aluno interno do Colégio Diocesano São Luiz em Bragança Paulista.
Iniciou suas atividades em artes cênicas em 1953, como ator de rádio.
Logo ao terminar o segundo grau foi trabalhar na TV Tupi de São Paulo como câmera-man. Ali conheceu o ambiente de televisão onde permaneceu trabalhando até 1957 nas mais variadas funções. Na Tupi teve sua primeira peça montada, uma adaptação de Machado de Assis: Os óculos de Pedro Antão. Na mesma Tupi escreve seu primeiro original Na Beira da Várzea.
Em 1958 foi para o grupo do Teatro de Arena de São Paulo onde trabalhou como ator   e fez parte da fundação do 1 º Seminário de Dramaturgia do Arena e do laboratório de interpretação.
Em 1960 foi para o Rio de Janeiro com o Teatro de Arena, onde fez sua segunda assistência de direção. A primeira tinha sido para Antunes Filho em Plantão 21. Desta vez trabalha com Zé Renato Pecora na peça A revolução na América do Sul, de Augusto Boal.
No Rio se desvincula do Arena e vai dirigir o grupo do Teatro Jovem na Faculdade de Arquitetura. Dirige uma peça de Oduvaldo Vianna Filho: A Mais Valia vai Acabar, Seu Edgard. Foi um dos fundadores do Centro Popular de Cultura da UNE de São Paulo, Santo André e Bahia que revelou inúmeros artistas como por exemplo o MPB4.
Chico de Assis dedicou-se ao estudo da literatura de cordel, nascendo deste trabalho uma trilogia experimental que consta das peças: O testamento do Cangaceiro ; As aventuras de Ripió Lacraia e Farsa com Cangaceiro Truco e Padre (agora intitulado Xandú Quaresma).
Sua peça Missa Leiga foi montada com sucesso no Brasil e em Portugal; foi levada para Angola e Moçambique, com elenco brasileiro.
Chico de Assis tem um repertório de teatro de mais de 30 peças. É fundador e coordenador do Seminário de Dramaturgia do Arena (SEMDA), que já funciona  há treze anos, revelando novos nomes para a dramaturgia brasileira. Pertenceu à diretoria da APETESP e é conselheiro da SBAT.
É também ex-professor da FAAP e da ECA da USP, e tem o título de Notório Saber desde 1965, como professor.
Foi o ganhador da primeira edição do Prêmio Gastão Tojeiro em 1999. Foi professor do curso de dramaturgia e de preparação de atores: Ação Dramática. Promovido pela Secretaria de Cultura do Estado de São Paulo em 1999.
Em 2002 Chico de Assis ingressa na Companhia Ocamorana, como dramaturgo. Atualmente é mestre de dramaturgia do projeto de cidadania – Este País é Meu, da Sociedade Gastão Tojeiro, patrocinado pela Secretaria da Cultura do Município de São Paulo.
Em 2014 recebeu a condecoração da Ordem do Mérito Cultural, pelo seu trabalho no teatro e no ensino da dramaturgia.

## Morte
Aos 81 anos, o dramaturgo foi encontrado morto em seu apartamento, no bairro dos Jardins, em São Paulo, no dia 3 de janeiro de 2015. Seu corpo foi velado no Teatro Arena, e enterrado no cemitério da Vila Alpina.

## Obras no teatro
- Quebra-vento e Dorminhoco ou o Triunfo da Amizade (Texto infantil para a Companhia Ocamorana – 2001)
- O Testamento do Cangaceiro
- As Aventuras de Ripió Lacraia
- Farsa com Cangaceiro, Truco e Padre.(Xandu Quaresma)
- Prometeu Engaiolado
- Galileu da Galiléia
- Na Toca da Raposa
- As aventuras e desventuras de Maria Malazartes durante a Grande Construção da Pirâmide
- Missa Leiga
- A Tentação do Templário
- O Auto do Burrinho de Belém
- Davi e Golias
- Ópera Mineira
- O Cocô do Cavalo do Bandido
- Califórnia
- Fulano de Tal, Fiscal Federal
- Conheça Seus Ídolos
- Enigma
- Concerto nº 1 para Solidão e Orchestra
- Os Balões
- Tremembé Jones contra Kong Kong
- Tio Sam’uca
- O Auto da Rainha Ginga
- Peças Íntimas
- O caderno de Jó
- Estrobolofe
- O ovo e a galinha
- A ópera Trinassau, comédia musical apresentada no Teatro de Arena, São Paulo, no segundo semestre de 2006.Tema: a invasão holandesa.

Nos últimos anos dava aulas de teatro no Club Athletico Paulistano, fazia parte do Programa Interações Estéticas do MinC e dirigia as leituras dramáticas do Programa do MinC - 100 anos de Lélia Abramo.

## Obras de telenovelas
- Bicho do Mato

Emissora – Rede Globo
Horário: 18h
Exibição: 3 de maio a 17 de novembro de 1972
Autores: Chico de Assis e Renato Correa de Castro
- Ovelha Negra

Emissora – TV Tupi
Horário: 20h
Exibição: 2 de junho a 30 de setembro de 1975
Autores: Chico de Assis e Walter Negrão
- Xeque Mate

Emissora – TV Tupi
Horário: 20h
Exibição: 29 de março a 2 de outubro de 1976
Autores: Chico de Assis e Walter Negrão
Elenco: Raul Cortez, Maria Isabel de Lisandra, Silvia Leblon.
- Cinderela 77

Emissora – TV Tupi
Horário: 18h
Exibição: maio a agosto de 1977
Autores: Chico de Assis e Walter Negrão
- Salário Mínimo

Emissora – TV Tupi
Horário: 19h
Exibição: 11 de setembro de 1978 a 10 de março de 1979
Autor: Chico de Assis
- O Coronel e o Lobisomem

Emissora – TV Cultura
Horário: 22h
Exibição: 29 de março a 7 de maio de 1982
Autor: Chico de Assis
Elenco: Abrahão Farc, Carlos Franco, Carlos Koppa, João Carvalho, Henrique César, Jofre Soares, Jonas Mello, Luiz Serra, Péricles Campos, Regina Braga, Rosa Maria Campos, Sérgio Buck, Sérgio Loureiro, Sylvio Zilber, Walter Breda, Xandó Batista, Zélia Martins.